# 김선우 (1986년)
김선우(한국 한자: 金宣羽, 1986년 1월 23일 ~ )는 대한민국의 전 축구 선수이며, 포지션은 수비수였다.